# Luigi Prestinenza Puglisi
Luigi Prestinenza Puglisi (Catania, 13 luglio 1956) è un saggista, critico  e storico dell'architettura italiano.

## Biografia
Si laurea in architettura a Roma nel 1979 e si specializza in pianificazione urbanistica nel 1980. Ha insegnato Storia dell'architettura contemporanea all'Università di Roma “Sapienza” ed attualmente insegna storia del Design alla RUFA.
Dirigente all'INAIL, è uno dei più attivi critici di architettura operanti in Italia. Sua l'invenzione di sfruttare le potenzialità del web inviando dal 2003 una newsletter agli architetti italiani: presS/Tletter e presS/Tmagazine.
I suoi libri hanno anticipato il dibattito architettonico italiano su temi e figure di rilievo della contemporaneità. Tra le principali opere merita segnalare il libro "Rem Koolhaas. Trasparenze metropolitane"; nei libri "HyperArchitettura" e "Birkhäuser" ha posto la questione del rapporto tra architettura e tecnologie digitali; con il libro "This is Tomorrow, avanguardie e architettura contemporanea" ha fornito spunti per rivalutare l'architettura radicale degli anni sessanta e settanta.
Scrive per numerose riviste. Abitualmente, dal 2004 per "Exibart onpaper" ha una rubrica dal titolo "www.prestinenza.it"; dal 2005, per "Edilizia e Territorio" e per "The Plan", dove si occupa di una rubrica intitolata "Made in Italy" in cui segnala i progetti di architettura più significativi realizzati in Italia. Collabora episodicamente con L'Arca, Abitare, Costruire, Domus, Il Progetto, Op. cit. e molte altre. È un corrispondente della rivista europea A10 diretta da Hans Ibelings. Ha curato due numeri monografici della rivista britannica Architectural Design (AD): l'uno dedicato all'Italia e un altro alle questioni teoriche della disciplina. È un corrispondente italiano della rivista statunitense The Architects Newspaper e di quella australiana Monument. Ha scritto testi per la RAI e RAI International, svolto ricerche per il CNR e ha curato mostre ed eventi, tra le quali Contemporary Ecologies organizzata dalla Darc e dal Ministero degli Affari Esteri in occasione della biennale di Brasilia del 2006. È il direttore scientifico della rivista internazionale Compasses la rivista di architettura in lingua inglese più diffusa negli Emirati Arabi.
Ha coordinato le sezioni “Scritti” e “Grandi Eventi” della Universale di Architettura, collana diretta da Bruno Zevi fino alla morte ed edita dalla Testo & Immagine di Torino. Oggi coordina la collana Italia Architettura della UTET.
È stato il promotore del "Premio Fondazione Renzo Piano" insieme alla "Fondazione Renzo Piano" e all'"Associazione italiana di architettura e critica", assegnato ogni anno ai 3 progetti ritenuti migliori.

### presS/TletterepresS/Tmagazine
La presS/Tletter esce a cadenza settimanale; ad essa lavorano una trentina di collaboratori ed è la newsletter più diffusa di architettura in Italia. Viene inviata a circa 15.000 abbonati, è gratuita ed affronta liberamente, con articoli recensioni e interviste, i temi di maggior interesse: la situazione universitaria, lo stato dei concorsi di progettazione, la qualità delle realizzazioni. Tra i collaboratori della presS/Tletter troviamo Renato De Fusco, Renato Nicolini, Stefano Casciani.
Tra le firme che hanno scritto: Mario Manieri Elia, Vittorio Savi, Marcello Rebecchini, Valerio Paolo Mosco, Franco Purini, Umberto Cao. La presS/Tletter ha organizzato un concorso per la ricostruzione in Abruzzo. Tutte le iniziative della presS/Tletter sono gratuite. 
Parallelamente a PresS/Tletter, che non contiene immagini, PresS/Tmagazine, diretto da Anna Baldini, illustra i migliori progetti di architettura realizzati. Le collezioni di presS/Tletter e presS/Tmagazine sono raccolte nel sito presS/Tletter, che oltre ad ospitare articoli e interviste di approfondimento è anche una piattaforma per gestire concorsi di architettura in rete. Tra questi il premio per i giovani critici, un concorso con cadenza biannuale che ha l'obiettivo di mettere in luce una nuova generazione di talenti.
La raccolta delle interviste fatte ai più interessanti architetti italiani sono state raccolte e pubblicate dalla rivista Ventre e i progetti pubblicati in 5 anni dal magazine usciranno ad ottobre 2009 in un volume. 

## Opere Principali
- Rem Koolhaas, trasparenze metropolitane, Testo&Immagine, Torino 1997
- HyperArchitettura, Testo&Immagine, Torino 1998 (tradotto in inglese per la csa editrice Birkhäuser di Basilea)
- This is Tomorrow, avanguardie e architettura contemporanea, Testo&Immagine, Torino 1999
- Zaha Hadid, Edilstampa, Roma 2001
- Silenziose Avanguardie, una storia dell'architettura: 1976-2001, Testo&Immagine, Torino 2001
- Tre parole per il prossimo futuro, Meltemi, Roma 2002
- Forme e ombre, Introduzione all'architettura contemporanea, Testo&Immagine, Torino 2003
- Introduzione all'architettura, Meltemi, Roma 2004
- Dieci anni di architettura: 1996-2006, Prospettive edizioni, Roma 2006
- New Directions in Contemporary Architecture: Evolutions and Revolutions in Building Design Since 1988, Wiley, Londra 2008 (tradotto in coreano e cinese)